# Wittchenstein
Wittchenstein ist ein Ortsteil der Gemeinde Geroda im Saale-Orla-Kreis in Thüringen.

## Geografie
Die Bundesautobahn 9 führt westlich in und an der Gemarkung des Ortes vorbei. Durch eine Ortsverbindungsstraße ist das Dorf mit der Bundesstraße 281  verbunden, die auch den Anschluss zur Auf- und Abfahrt zur Bundesautobahn besitzt. Das Gelände ist in der Flur des Ortes kupiert und mit Wald umgeben. Die Gemarkung gehört geologisch zur Saale-Elster-Buntsandsteinplatte.

## Geschichte
Die urkundliche Ersterwähnung des Ortes erfolgte 1378.
Die Lerchenmühle existierte bis 1904 als Mahl- und Schneidemühle und wurde in diesem Jahr abgebrochen.